# Leioplegma
Leioplegma is een geslacht van sponsdieren uit de klasse van de Hexactinellida.

## Soort
- Leioplegma polyphyllon Reiswig & Tsurumi, 1996